# SATURDAY NIGHT
SATURDAY NIGHT（サタデー・ナイト）はBLANKEY JET CITYの16枚目のシングル。2000年7月5日発売。

## 概要
解散発表後にリリースしたラストシングル。

## 収録曲
1. SATURDAY NIGHT(4:13) 
  - 作詞・作曲：浅井健一／編曲：BLANKEY JET CITY

フジテレビ系「HEY! HEY! HEY! MUSIC CHAMP」エンディング・テーマ
2. EXCUSE ME(3:14) 
  - 作曲：中村達也、照井利幸／編曲：BLANKEY JET CITY

照井と中村のセッション曲。

## 収録アルバム

### SATURDAY NIGHT
- 「LAST DANCE」（2000年9月20日）
- 『Blankey Jet City 1997-2000』（2000年10月25日）
- 『COMPLETE SINGLE COLLECTION SINGLES』（2013年3月27日）

### EXCUSE ME
- 「RARE TRACKS」（2009年1月21日）